# Анушка Делон
Анушка Делон (25 листопада 1990 , Жіан ) — французько-нідерландська актриса.

## Ранній життєпис
Анушка Делон — донька французького актора Алена Делона та Розалі ван Бремен. У неї є молодший брат, Ален-Фаб'єн Делон, та два старші зведені брати, Крістіан Аарон Булонь, від роману її батька з німецькою співачкою, акторкою та моделлю Ніко, і актор Ентоні Делон, від шлюбу з актрисою та моделлю Наталі Делон. Вона є тіткою супермоделі Елісон Ле Борхес. У неї різні кольори очей, одне каре, а інше — блакитне.

## Кар'єра
У 12-річному віці Делон знялася разом зі своїм батьком у телевізійному фільмі «Лев», адаптованому за романом Жозефа Кесселя. З 2007 по 2010 рік вона стажувалась на Cours Simon у Парижі. У 2011 році Анушка виступала з батьком на сцені Театру де Буф-Паризьєн.
У 2015 році Анушка Делон була учасницею ігрового шоу Fort Boyard.

## Особисте життя
У листопаді 2019 року було оголошено, що Делон чекає дитину від свого бойфренда Жульєна Дереймса. 14 лютого 2020 року в них народився син. Вони одружені з 2021 року.

## Фільмографія

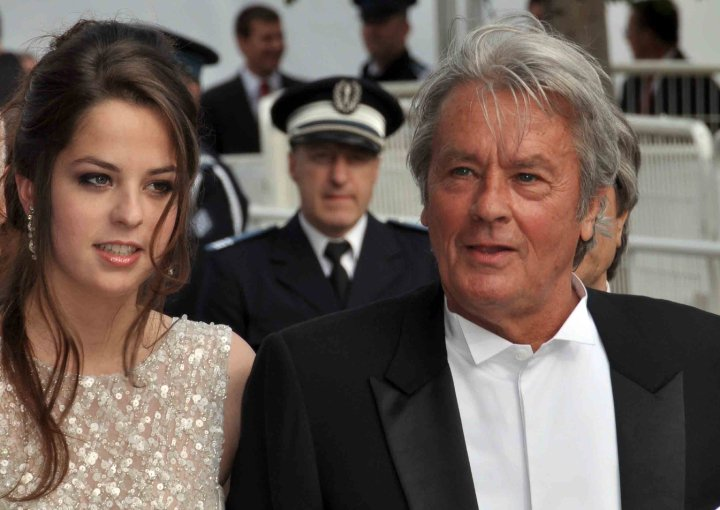
Анушка Делон з Аленом Делоном на Каннському кінофестивалі 2010 року

### Телебачення
- 2003: «Лев» Жозе Піньейру (телефільм): Патриція Булліт
- 2011: Любов і секс під окупацією Ізабель Кларк і Даніеля Костелла (документальний фільм): оповідач
- 2011: Інтимне заняття Ізабель Кларк і Даніеля Костелла (документальний фільм): оповідач
- 2014 : Звичайний день (кадр), France 2
- 2020: Кафе моєї пам'яті — Марія
- 2021: Саша — офіціантка

### Театр
- 2011 : Звичайний день, Ерік Асус, мізансцена Жан-Люк Моро, Théâtre des Bouffes-Parisiens
- 2014—2015 : Звичайний день, Ерік Асус, режисер Анн Буржуа, Тур.
- 2015: Заморожений Жана Бернара-Люка, режисер Стів Суісса, Théâtre de la Michodière
- 2016: Метелики вільні.